# Layla (sång)
Layla är en låt med text skriven av Eric Clapton och musik av både Clapton och Jim Gordon. Låten är framförd av Claptons supergrupp Derek and the Dominos och är med på deras enda album, Layla and Other Assorted Love Songs från 1970, även utgiven som singel 1971. Det klassiska riffet på elgitarr skrevs och framförs dock av Duane Allman från Allman Brothers. Den amerikanska musiktidskriften Rolling Stone placerade "Layla" som #27 på sin lista över "The 500 Greatest Songs of All Time". En akustisk omarbetad version av "Layla" går att finna på Claptons helakustiska album Unplugged (1992).
Låten är över sju minuter lång och innehåller två delar, en elgitarr-driven del, skriven av Clapton, och en piano-coda-del, komponerad av Gordon. Den första är den mest kända som innehåller det omissigenkännliga introt och musikgången. Efter dryga tre minuter följer den andra delen av låten med Gordons bit, som går långsamt och är helt instrumental.
Låtens text handlar om Eric Claptons kärlek till George Harrisons fru Pattie Boyd och skrevs av Clapton med inspiration ifrån den persiska kärlekssagan Leila och Majnun, av den persiske poeten Nezami. Hela skivan Layla and Other Assorted Love Songs handlar om Claptons obesvarade kärlek till Boyd.
Pattie Boyd och George Harrison skilde sig 9 juni 1977 och hon gifte sig med Clapton 27 mars 1979. De skilde sig i juni 1988.
Låten spelade en framträdande roll i den prisbelönta kanadensiska filmen Slipstream (1973) av David Acomba.